# Airlinair
Airlinair was een Franse luchtvaartmaatschappij met bases op de luchthavens Orly, Charles de Gaulle en Lyon. De luchtvaartmaatschappij voerde voornamelijk vluchten naar regionale luchthavens in Frankrijk.

## Geschiedenis
Airlinair is opgericht in 1999 en sinds 2000 voor 5% in handen van Brit Air. Brit Air werd daaropvolgend volledig in 2005 overgenomen door Air France. Samen met Brit Air en Régional vormt Airlinair sinds 31 mei 2013 de regionale luchtvaartmaatschappij van Air France, HOP!

## Vloot
De vloot van Airlinair bestond in juli 2016 uit:
- 12 ATR-42
- 12 ATR-72